# Catharsis (álbum de Machine Head)
Catharsis es el noveno álbum de estudio de la banda estadounidense de groove metal Machine Head, publicado a través del sello discográfico Nuclear Blast el 26 de enero de 2018. El álbum es el primero que ha sido completamente coescrito por todos los miembros de la banda desde The More Things Change... (1997), y es el último álbum de estudio de Machine Head con el baterista Dave McClain y el guitarrista Phil Demmel: ambos dejaron la banda menos de un año después de su lanzamiento por diferencias creativas con Robb Flynn. Con 74 minutos, es el álbum más largo de la banda.

## Estilo musical
En noviembre de 2017, el líder Robb Flynn explicó que el sonido del álbum sería menos pesado que los trabajos anteriores, con énfasis en ser "groovie y muy melódico". Como resultado, las canciones son estructuralmente más simplistas además de ser más cortas, un enfoque que Flynn también trató de incorporar a la letra, encontrando el hip-hop y el hardcore punk como influencias:

«No escucho mucho metal, estoy siendo sincero contigo. Para mí, mucho de eso no me interesa, muchas de las letras no me interesan. Escucho mucho hip-hop. Crecí con mucho hardcore, punk rock, hip-hop, y me encanta [...]. Me encanta o lo odio, me encantan las letras jodidamente directas e ignorantes del hip-hop. Es muy claro, es muy directo; no hay metáforas. El metal está lleno de metáforas. Hemos estado cantando sobre la misma mierda durante 30 putos años y me aburro un poco. Y con este disco, realmente quería desnudarlo y dejarlo realmente claro, realmente simple, realmente contundente [...]. Especialmente mis coros, simplemente muy claro [...]. Como, ya sabes de qué diablos estoy hablando exactamente cuando Estoy hablando de eso. Y es genial. Como lenguaje vulgar real y lenguaje vulgar, y es una buena vibra, hombre.»

La canción "Beyond the Pale" se encontró con una pequeña controversia cuando se señaló que el riff principal tiene similitudes con el riff principal en "Love?" De Strapping Young Lad. El exlíder de Strapping Young Lad, Devin Townsend, reconoció las similitudes, pero declaró que el coro de "Love?" Fue "arrancado" de la canción "City of Love" de Yes; Flynn también bromeó diciendo que "La policía del riff me detuvo", y que aunque admitió las similitudes, afirmó que fue "solo un feliz accidente".

## Lista de canciones
Todas las letras escritas por Robb Flynn, toda la música compuesta por Flynn, Dave McClain, Phil Demmel y Jared MacEachern. 
| N.º | Título                 | Duración |  |
| 1.  | «Volatile»             | 4:39     |  |
| 2.  | «Catharsis»            | 6:11     |  |
| 3.  | «Beyond the Pale»      | 4:31     |  |
| 4.  | «California Bleeding»  | 4:12     |  |
| 5.  | «Triple Beam»          | 4:41     |  |
| 6.  | «Kaleidoscope»         | 4:04     |  |
| 7.  | «Bastards»             | 5:04     |  |
| 8.  | «Hope Begets Hope»     | 4:30     |  |
| 9.  | «Screaming at the Sun» | 3:55     |  |
| 10. | «Behind a Mask»        | 4:07     |  |
| 11. | «Heavy Lies the Crown» | 8:49     |  |
| 12. | «Psychotic»            | 5:02     |  |
| 13. | «Grind You Down»       | 4:07     |  |
| 14. | «Razorblade Smile»     | 4:00     |  |
| 15. | «Eulogy»               | 6:34     |  |

## Posicionamiento en lista
| Lista (2018)                         | Mejor posición |
| ------------------------------------ | -------------- |
| Alemania (Media Control Charts)      | 3              |
| Australia (ARIA)                     | 10             |
| Austria (Ö3 Austria)                 | 3              |
| Bélgica (Ultratop flamenca)          | 16             |
| Bélgica (Ultratop valona)            | 25             |
| Canadá (Billboard Canadian Albums)   | 38             |
| Escocia (Scottish Albums Chart)      | 5              |
| Spanish Albums (PROMUSICAE)          | 25             |
| Finlandia (Suomen Virallinen Lista)  | 11             |
| Hungría (MAHASZ)                     | 21             |
| Italian Albums (FIMI)                | 52             |
| New Zealand Heatseeker Albums (RMNZ) | 6              |
| Países Bajos (Album Top 100)         | 41             |
| Polonia (ZPAV)                       | 21             |
| Portugal (AFP)                       | 11             |
| Reino Unido (UK Albums Chart)        | 12             |
| República Checa (ČNS IFPI)           | 19             |
| Suiza (Schweizer Hitparade)          | 4              |
| Estados Unidos (Billboard 200)       | 65             |

## Créditos
- Robb Flynn - Voz y Guitarra líder
- Phil Demmel - Guitarra líder
- Jared MacEachern - Bajo
- Dave McClain - Batería